# جيمس دالتون
جيمس دالتون (بالإنجليزية: James Dalton)‏ هو لاعب اتحاد الرغبي جنوب أفريقي، ولد في 16 أغسطس 1972 في جوهانسبرغ في جنوب أفريقيا.

## وصلات خارجية
- جيمس دالتون عل موقع إسبنسكروم (الإنجليزية)
- جيمس دالتون على موقع ItsRugby.co.uk (الإنجليزية)